# Amagermad
En amagermad (eventuelt også amagersandwich) er en egnsret fra Amager, bestående af et stykke rugbrød med smør eller pålæg klappet sammen med et stykke franskbrød (hvedebrød).
Maden spises ofte med franskbrødet nederst; men det er omstridt. En foreslået teori er, at der på et tidspunkt blev set ned på at spise hvidt brød om søndagen, og når det hvide brød var nederst, kunne Gud ikke se det.
En anden teori er, at det hollandske rugbrød var porøst, og hvedebrødet var nødvendigt for at holde sammen på maden.
I dag kan en amagermad også betyde en sandwich med rugbrød og franskbrød med pålæg imellem.
I Jylland kaldes en variant med smør og brun farin mellem brødskiverne for en hamborgermad. På visse vestjyske dialekter hedder samme variant en kjærestmelmad (= "kæreste-mellemmad").